# 中国民主同盟中央委员会
中国民主同盟中央委员会，简称民盟中央，是中国民主同盟全国代表大会选举产生的中央领导机构。民盟中央机关分设办公厅、组织部、宣传部、社会服务部、研究室、专门委员会综合办公室等6个职能部室。民盟中央主办有向国内外公开发行的月刊《群言》和机关内部刊物《中央盟讯》，并有群言出版社和群言科技咨询服务中心。

## 历届民盟中央

### 第十二届中央委员会（2017年12月－2022年12月）
- 主席：丁仲礼
- 常务副主席：陈晓光
- 副主席：张　平、徐　辉、欧阳明高、田　刚、龙庄伟、王光谦、曹卫星、程　红（女）、张道宏、陈　群、邓秀新、郑功成、谢经荣 （2021年12月增选）
- 秘书长：高拴平（至2018年6月） → 王荣彬（2019年6月任命）
- 常务委员：丁光宏、丁仲礼、万　捷、王　绚（女）、王光谦、王汝成、王学成、王荣彬（2018年12月-）、王修林、王雪华、王维平、方剑乔、方精云、邓秀新、龙庄伟、田　刚、边发吉、成岳冲、刘中民、刘玉芳（女）、刘旭光、刘晓庄、刘慕仁、阮诗玮、杜惠平、李　秋（女）、李成贵、李晓安、杨云彦、杨安娣（女）、杨维刚、吴　刚、吴为山、吴以环（女）、吴立新、何　力、何茂春、宋纪蓉（女）、张　力、张　平、张世珍、张来斌、张道宏、陆桂华、陈　群、陈　旗、陈晓光、欧阳明高、季加孚、郑功成、郑永飞、赵雨森、赵振铣、郝际平、胡　刚、俞敏洪、贾　楠、钱克明、徐　彬、徐　辉、高玉葆、高拴平、郭景平（女）、曹卫星、常　青、康耀红、董恒宇、蒋华良、程　红（女）、焦念志、霍金花（女）、冀永强

### 第十三届中央委员会（2022年12月－）
- 主席：丁仲礼（第十四届全国人大常委会副委员长）
- 常务副主席：王光谦（第十四届全国政协副主席）
- 副主席：徐　辉、田　刚、曹卫星、程　红（女）、张道宏、陈　群、邓秀新、郑功成、谢经荣、霍金花（女）、王学成、吴为山
- 秘书长：王荣彬
- 常务委员：丁　梅（女）、丁光宏、丁仲礼、马宗保、王　绚（女）、王书红、王光谦、王学成、王荣彬、王修林、王雪华、毛国典、方精云、邓长球、邓秀新、田　刚、田沁鑫（女）、史　琳（女）、冉　霞（女）、成岳冲、刘中民、刘仲奎、刘旭光、刘艳玲（女）、许亚南（女）、阮诗玮、杜惠平、李　玮（女）、李成贵、李剑萍、杨云彦、杨安娣（女）、吴　德、吴为山、吴以环（女）、吴立新、何寄华、汪鹏飞、张　慧（女）、张振军、张道宏、张福成、陆桂华、陈　群、范九伦、季加孚、金　石、郑功成、郑永飞、赵　吉、胡　刚、昝林森、顾祥林、钱克明、钱福永、徐　彬、徐　辉、曹卫星、常　凯、董　瑞、蒋华良（2022年12月逝世）、辜　清、程　红（女）、焦念志、谢经荣、谢素原、靳　东、蒙格丽（女）、熊方军、霍金花（女）